# Ferdinand Fritz
Ferdinand Fritz (* 17. März 1877 in Stuttgart; † nach 1950) war ein deutscher Politiker (LDP(D)). Er war Landtagsabgeordneter in Sachsen-Anhalt.

## Leben
Fritz studierte nach dem Abitur erfolgreich Literatur, Kunstgeschichte, Volkswirtschaft und Politik. Zur Zeit der Weimarer Republik gehörte er der Deutschen Demokratischen Partei an und war als Journalist sowie als Verlagsdirektor tätig; diese Stellung verlor er nach der  Machtergreifung der Nationalsozialisten. 1945 initiierte er in Weißenfels die Gründung der LDP und gehörte dem der Landesleitung an. 1946 wurde er bei der Landtagswahl in der Provinz Sachsen  in den Landtag gewählt. Parallel dazu gehörte er der Stadtverordnetenversammlung von Weißenfels an; außerdem wurde er 1947 zum stellvertretenden Bürgermeister der Stadt gewählt. Am 1. April 1950 legte er sein Landtagsmandat nieder.